# 楊起
楊起（朝鮮語: 양기）は、中国元の文官であり、朝鮮氏族の清州楊氏の始祖である。
中国後漢の楊震の43代子孫であり、元の金紫光禄大夫・中書省政丞の官職にある時に魯国公主が恭愍王に降嫁される時に、媵臣（嫁にいく女の付き人）として高麗に入国した。楊起は、高麗と元との外交において多大な貢献を行ったことで、三韓昌国功臣と上黨伯に封ぜられた。